# بارنابا تورتولینی
بارنابا تورتولینی (انگلیسی: Barnaba Tortolini؛ ۱۹ نوامبر ۱۸۰۸ – ۲۴ اوت ۱۸۷۴) ریاضی‌دان اهل ایتالیا بود. وی به همراه فرانچسکو بریوشی در سال ۱۸۵۰ سالنامه ریاضیات محض و کاربردی بنیانگذاری کردند.